# Levi Boone

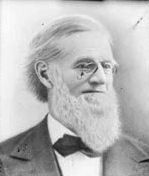
Levi Boone

Levi Day Boone (* 6. Dezember 1808 bei Lexington, Kentucky; † 24. Januar 1882 in Chicago, Illinois) war ein US-amerikanischer Politiker. In den Jahren 1855 und 1856 war er Bürgermeister der Stadt Chicago.

## Werdegang
Levi Boone war ein Großneffe des Pioniers Daniel Boone (1734–1820). Nach einem Medizinstudium an der Transylvania University und seiner 1829 erfolgten Zulassung als Arzt begann er in Hillsboro (Illinois) in diesem Beruf zu praktizieren. Während des Black-Hawk-Krieges diente er in der United States Army. Dort war er zunächst Kavallerist und dann Arzt. Seit 1835 lebte er in Chicago, wo er als Arzt arbeitete. Er war auch an der Gründung des Gesundheitsausschusses im Cook County beteiligt und wurde dessen Sekretär. Im Jahr 1850 wurde er erster Präsident der Chicago Medical Society. In späteren Jahren arbeitete Boone in der Versicherungsbranche, nachdem er aus gesundheitlichen Gründen nicht mehr als Arzt praktizieren konnte.
Politisch schloss sich Boone der Know-Nothing Party an; er war ein Anhänger der Prohibition. Er saß acht Jahre lang im Stadtrat von Chicago. Boone war ein Anhänger der Sklaverei und hielt diese für von Gott gewollt. Im Jahr 1855 wurde er gegen den Amtsinhaber Isaac Lawrence Milliken zum Bürgermeister von Chicago gewählt. Dabei gab es Gerüchte, dass Stimmen deutscher und irischer Einwanderer, die mehrheitlich nicht zu Boones Anhängern gehörten, nicht mitgezählt wurden. Trotzdem konnte er seine einjährige Amtszeit absolvieren, während der eine Polizeireform durchgeführt wurde. Unter anderem mussten die Polizisten in Chicago erstmals Uniform tragen. Als Mitglied der Know-Knothings war er ein Gegner von Immigranten. Daher wurden diese aus allen städtischen Ämtern entfernt und durch Personen ersetzt, die in den Vereinigten Staaten geboren waren. Boone setzte sich auch vehement für ein strenges Gesetz zur Einschränkung des Alkoholhandels und -konsums ein. Das führte zwischenzeitlich zu Unruhen in der Stadt. Der Plan für ein staatsweites und durchgreifendes Gesetz auf diesem Gebiet wurde im Juni 1855 durch ein Volksvotum abgelehnt.
1856 verzichtete Levi Boone auf eine erneute Kandidatur. Im Jahr 1862 wurde er für kurze Zeit verhaftet, weil er im Verdacht stand, Kriegsgefangenen der Konföderierten zur Flucht verholfen zu haben. Boone war seit 1833 mit Louisa M. Smith verheiratet, mit der er elf Kinder hatte. Er starb am 24. Januar 1882 in Chicago.